# ارباب‌کندی
ارباب‌کندی روستایی است که در استان اردبیل، شهرستان مشگین‌شهر، بخش مشکین شرقی، دهستان نقدی قرار دارد.

## جمعیت
بر اساس سرشماری سال ۱۳۸۵ جمعیت این روستا ۹۰۳ نفر با ۲۰۹ خانوار بوده‌است.